# Zamczysko
Zamczysko is een computerspel dat werd ontwikkeld door Piotr Kuciapski voor de platforms Commodore 64. Het spel werd uitgebracht in 1995. Het platformspel kan met één persoon gespeeld worden. Het spel is in het Pools.